# Căpitanul America: Război civil
Căpitanul America: Război civil (engleză: Captain America: Civil War) este un film american cu supereroi, bazat pe personajul Marvel Comics, Căpitanul America. Filmul este produs de Marvel Studios și este distribuit de Walt Disney Studios Motion Pictures. 
Filmul este o continuare a celui din 2011, Captain America: The First Avenger și celui din 2014 Captain America: The Winter Soldier, fiind al treilea și ultimul din trilogia Căpitanul America și al treisprezecelea din Marvel Cinematic Universe (MCU). Filmul marchează începutul Fazei 3 a MCU. 
Este regizat de Anthony și Joe Russo, după un scenariu scris de Christopher Markus și Stephen McFeely cu o distribuție în care sunt incluși Chris Evans, Robert Downey Jr., Scarlett Johansson, Sebastian Stan, Anthony Mackie, Emily VanCamp, Don Cheadle, Jeremy Renner, Chadwick Boseman, Paul Bettany, Elizabeth Olsen, Paul Rudd, Frank Grillo, Daniel Bruhl, Tom Holland și William Hurt.
Producția filmului a început în 2013 acesta fiind bazat pe una dintre poveștile găsite în benzile desenate din 2006. După succesul celui de-al doilea film din serie, directori s-au reîntors pentru acest film, cei de la Marvel fiind impresionați de ce au reușit să facă cu personajul și acțiunea. 
Filmul a avut premiera la Los Angeles în 12 aprilie 2016 și a fost lansat în Statele Unite pe 6 mai 2016 în formatele 3D și IMAX 3D. Filmul a devenit un succes atât din punct de vedere critic cât și financiar acesta reușind să încaseze peste 1,1 miliarde de dolari la nivel global , devenind cel mai profitabil film din 2016 și al 12-lea cel mai profitabil film din toate timpurile.

## Prezentare
În 1991, super-soldatul James "Bucky" Barnes, spălat pe creier, este trmis dintr-o bază Hydra din Siberia să intercepteze un automobil în care se află o servietă cu canistre de ser super-soldat. 
În prezent, la aproximativ un an după înfrângerea lui Ultron în Sokovia (evenimentele din Răzbunătorii: Sub Semnul lui Ultron), Steve Rogers, Natasha Romanoff, Sam Wilson și Wanda Maximoff îl opresc pe Brock Rumlow să fure o armă biologică dintr-un laborator în Lagos. Rumlow se explodează singur, încercând să-l omoare pe Rogers. Wanda oprește explozia folosindu-și puterile telekinetice și o aruncă în sus, dar ajunge într-o clădire din apropiere, ucigând numeroși muncitori umanitari din Wakanda.
Secretarul de Stat al SUA, Thaddeus Ross, informează Răzbunătorii că Organizația Națiunilor Unite (ONU) se pregătește să aprobe acordurile Sokovia, care vor înființa un panou ONU care să supravegheze și să controleze echipa. Răzbunătorii sunt împărțiți: Tony Stark sprijină supravegherea datorită rolului său în creația lui Ultron și devastării lui Sokovia, în timp ce Rogers are mai multă credință în judecata sa decât cea a guvernului. Între timp, Helmut Zemo îl găsește și îl ucide pe vechiul sergent Hydra care îl controla pe Barnes și fură o carte care conține cuvintele declanșatoare care activează spălarea creierului lui Barnes și transformarea sa în asasinul nemilos Winter Soldier. 
La o conferință de la Viena unde vor fi ratificate acordurile, o bombă îl ucide pe regele T'Chaka al Wakandei. Imaginile din camerele de securitate indică faptul că bombardierul este Barnes iar fiul lui T'Chaka, prințul T'Challa, promite să îl omoare. Informat de către agentul Sharon Carter despre locația lui Barnes și despre intențiile autorităților de a-l ucide, Rogers decide să încerce să-l prindă pe Bucky, prietenul său din copilărie și tovarășul de război, el însuși. Rogers și Wilson îl găsesc pe Barnes în București și încearcă să-l protejeze de T'Challa și autorități, dar toți patru, inclusiv T'Challa, sunt reținuți.
Prefăcându-se că este un psihiatru trimis să-l intervieveze pe Barnes, Zemo citește cuvintele din carte pentru a-l face pe Barnes să-l asculte. El îl interoghează pe Barnes, apoi îl trimite să cauzeze haos, drept diversiune pentru a scăpa. Rogers îl oprește pe Bucky și fuge în secret cu el. Când Barnes își revine, el explică faptul că Zemo este adevăratul bombardier de la Viena și că dorea să afle locația bazei Hydra din Siberia, unde alți "Winter Soldier" spălați pe creier sunt ținuți în stare criogenică. Nedorind să aștepte să li se permită să meargă după Zemo, Rogers și Wilson merg singuri, recrutându-i și pe Wanda, Clint Barton și Scott Lang (Omul Furnică) să-i ajute. 
Cu permisiunea lui Ross, Stark adună o echipă compusă din Romanoff, T'Challa, James Rhodes, Viziune și Peter Parker (Omul Păianjen) pentru a captura renegații. Echipa lui Stark interceptează grupul lui Rogers în aeroportul din Leipzig / Halle, unde începe lupta. La final, Romanoff îi ajută pe Rogers și Barnes să scape, în timp ce restul echipei lui Rogers este capturată și reținută la închisoarea Raft. În timpul luptei Rhodes este paralizat parțial după ce a fost nimerit din greșeală de către Viziune, iar Romanoff pleacă în exil.
Stark descoperă dovezi că lui Barnes i s-a înscenat totul de către Zemo și îl convinge pe Wilson să-i dea destinația spre care se îndreaptă Rogers. Fără a-l informa pe Ross, Stark merge la baza Hydrei din Siberia și face un armistițiu cu Rogers și Barnes, fără să știe că a fost urmăriți în secret de T'Challa. Ei descoperă că ceilalți Winter Soldier au fost uciși de Zemo, care le spune că vrea să se răzbune pe ei pentru moartea familiei sale în Sokovia și apoi le arăta  o filmare cu Bucky în misiunea sa din 1991, dezvăluind că el este cel responsabil pentru moartea părinților lui Stark. Înfuriat de faptul că Rogers a ținut asta secre față de el, Stark îi atacă pe amândoi, ducând la o luptă intensă, în care Stark distruge brațul robotic al lui Barnes, iar Rogers dezactivează armura lui Stark.  Rogers pleacă apoi cu Barnes, lăsându-și scutul în urmă după ce Tony spune că nu este vrednic de el. Mulțumit de faptul că planul său a funcționat și că și-a răzbunat familia, Zemo încearcă să se sinucidă, dar este oprit de T'Challa și arestat.
La final, Stark îi oferă lui Rhodes membre exoskeletale care îi permit să meargă din nou, în timp ce Rogers îi trimite lui Tony o scrisoare și își eliberează echipa din Raft. 
Într-o scenă la mijlocul genericului, Barnes, permițându-i-se să stea în Wakanda, alege să se întoarcă la somnul criogenic până când se va găsi un remediu pentru spălarea creierului. Într-o altă scenă după credite, Parker testează un nou gadget construit de Stark.

## Distribuție
| Actor              | Personaj                       |
| ------------------ | ------------------------------ |
| Chris Evans        | Steve Rogers / Captain America |
| Robert Downey Jr.  | Tony Stark / Iron Man          |
| Sebastian Stan     | Bucky Barnes / Winter Soldier  |
| Anthony Mackie     | Sam Wilson / Falcon            |
| Scarlett Johansson | Natasha Romanoff / Black Widow |
| Daniel Brühl       | Colonel Helmut Zemo            |
| Chadwick Boseman   | T'Challa / Black Panther       |
| Tom Holland        | Peter Parker / Spider-Man      |
| Paul Rudd          | Scott Lang / Ant-Man           |
| Paul Bettany       | The Vision                     |
| Elizabeth Olsen    | Wanda Maximoff / Scarlet Witch |
| Emily VanCamp      | Sharon Carter / Agent 13       |
| Jeremy Renner      | Clint Barton / Hawkeye         |
| Don Cheadle        | James Rhodes / War Machine     |
| Marisa Tomei       | May Parker                     |
| Martin Freeman     | Everett Ross                   |
| Frank Grillo       | Brock Rumlow / Crossbones      |
| William Hurt       | Thaddeus Ross                  |
| John Slattery      | Howard Stark                   |
| Hope Davis         | Maria Stark                    |

## Vezi și
- Lista celor mai costisitoare filme

Format:Captain America
Format:Spider-Man films
Format:Anthony and Joe Russo
Format:Christopher Markus & Stephen McFeely